# Pickerings muskaatduif
Pickerings muskaatduif (Ducula pickeringii) is een vogel uit de familie der Columbidae (Duiven en tortelduiven). De wetenschappelijke naam van de soort werd als Carpophaga Pickeringii  in 1854 gepubliceerd door  John Cassin en vernoemd naar de Amerikaanse natuuronderzoeker Charles Pickering (1805 – 1878). Het is een door habitatverlies en jacht kwetsbaar geworden vogelsoort die alleen voorkomt op kleine eilanden in het westen van de Filipijnen (de "oceanische Filipijnen").

## Kenmerken
De vogel is 40 cm lang. De duif is lichtgrijs tot roze op buik, nek en kop. Op de keel en borst is deze duif duidelijk roze. Rond het oog is een vuilwitte ring en ook rond de snavelbasis is een lichte ring. De rug, stuit en vleugels zijn donker grijsbruin met een groene glans. De staart is donkergroen, bijna zwart, de ogen zijn donker en de poten zijn roodachtig.

## Verspreiding en leefgebied
Deze soort is endemisch op 20 kleine eilanden tussen Borneo (deelstaat Sabah) en de grote eilanden Palawan, Mindanao en de Sulu-eilanden van de Filipijnen. De leefgebieden zijn ongerept regenwoud, secundair bos en bosrijk agrarisch gebied.

## Status
Pickerings muskaatduif heeft een beperkt verspreidingsgebied en daardoor is de kans op uitsterven aanwezig. De grootte van de populatie werd in 2016 door BirdLife International geschat op 1500 tot 7000 volwassen individuen. De populatie-aantallen nemen af door habitatverlies en jacht. Het leefgebied wordt aangetast door ontbossing, waarbij natuurlijk bos plaats maakt voor intensief agrarisch gebruikt land en verder de aanleg van infrastructuur. Daardoor wordt bos gemakkelijker toegankelijk en intensiveert de jacht. Om deze redenen staat deze soort als kwetsbaar op de Rode Lijst van de IUCN.